# Gutenhalde
Die Gutenhalde ist ein Gutshof in Filderstadt (Landkreis Esslingen), der in den 1940er Jahren vom Stuttgarter Unternehmer Willy Bürkle errichtet wurde. Teile des Gebäudeensembles stehen unter Denkmalschutz.

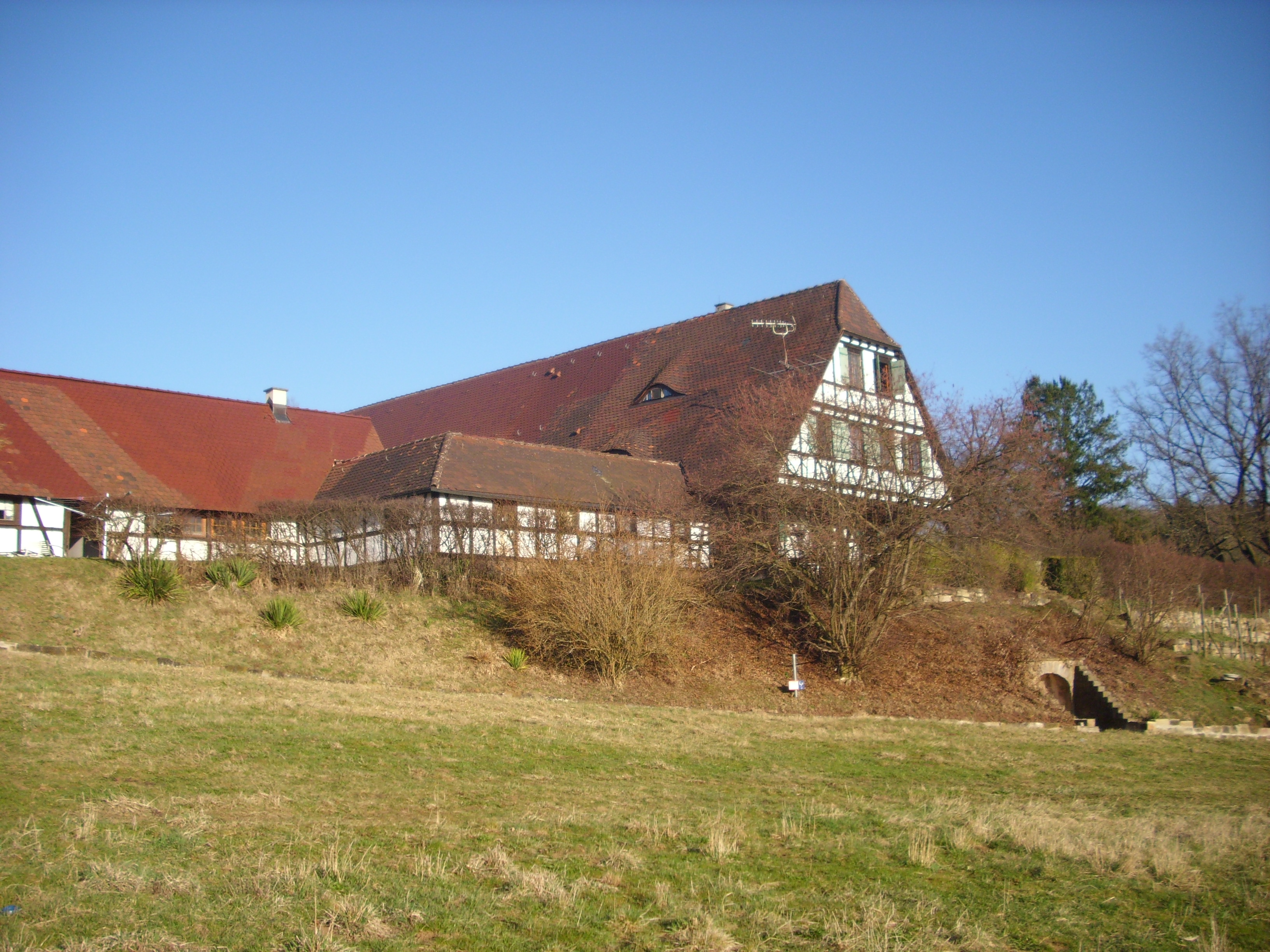
Die Gutenhalde aus westlicher Ansicht

## Geschichte
1941 kaufte der Nahrungsmittelfabrikant Willy Bürkle das Gelände des Freibades in Bonlanden, um dort eine Sommererholungsstätte für die Angehörigen seiner Firma anzulegen. Er ließ ein Betriebsheim, ein Landhaus namens „Haus Schattwald“ und ein Bad errichten. Nach dem Ende des Zweiten Weltkriegs nutzte die US-Militärregierung das Gelände. Bürkle, der offenbar eine distanzierte Haltung gegenüber dem NS-Regime eingenommen hatte, konnte auf seinem 17 Hektar großen Anwesen weitere Bauprojekte verwirklichen: Er plante als Ersatz für die bisherige industrielle Produktion einen landwirtschaftlichen Musterbetrieb und eine Keramikproduktion.
1949 ging Bürkle aber in Konkurs und die Gutenhalde ging in den Besitz seiner Hauptgläubigerin, der Städtischen Spar- und Girokasse Stuttgart, über. Dennoch wurde der Keramikbetrieb vorläufig weitergeführt. Er existierte bis 1958. Der Gutshof wurde verpachtet. Von 1954 bis 1988 wurde auf der Gutenhalde ein Kinderdorf betrieben. Danach wurde die einstige Keramikwerkstätte, in der zeitweise bis zu hundert Beschäftigte gearbeitet hatten, von einer Waldorfschule, das Kinderdorf von einer sozialtherapeutischen Gemeinschaft genutzt, die später auch den Gutshof pachtete.

## Architektur
Den Gutshof gestaltete der Architekt Paul Heim etwa in den Jahren 1945 bis 1949 in Form eines niederdeutschen Bauernhofes. Zunächst waren die Gebäude mit Strohdächern versehen; diese mussten jedoch wegen der Brandgefahr gegen Ziegeldächer ausgetauscht werden. Überreste des Freibades, einige Umkleidehäuser und Bürkles einstiges Wohnhaus in den einstigen Parkanlagen sind erhalten geblieben. Eine Sandsteinvase aus diesem Park befindet sich heute vor dem Heimatmuseum in einer Grünanlage.
Die Pferdeställe des Gutes waren gekachelt, für die Schweine- und Kuhställe wurde Eichenholz verwendet.
Zu Bürkles Zeiten wurden die Bauten allerdings gering geschätzt. Beschäftigte der Gutenhalde werden in einem Spiegel-Artikel mit dem Satz zitiert: „Der ganze Schwindel ist nichts wert[.] Keine festen Gebäude, alles Baracken und ähnliches Gelumpe.“

## Lage
Die Gutenhalde liegt auf einer leichten Anhöhe südlich von Bonlanden. Die einzelnen Gebäude liegen versetzt am Hang. Die Waldorfschule liegt auf der Hügelkuppe am Waldrand, der Gutshof auf halber Höhe in den Wiesen.